# Manta (chi cá đuối)
Manta là danh pháp khoa học của một chi cá, gồm các loài cá đuối lớn nhất trong họ Mobulidae. Chi này gồm hai loài là cá nạng hải (M. birostris) và cá nạng hải rạn san hô (M. alfredi). Các loài cá nạng hải này có thể được tìm thấy ở vùng biển ôn đới, cận nhiệt đới và nhiệt đới. Cả hai loài đều sống ở vùng biển khơi; M. birostris di cư qua các vùng biển rộng, theo kiểu đơn lẻ hoặc thành nhóm, trong khi M. alfredi có xu hướng định cư và sống ven bờ. Chúng là loài ăn lọc và ăn một lượng lớn động vật phù du, mà chúng xúc bằng miệng mở khi bơi. Con cái mang thai hơn một năm, sinh con.